# Contea di Changfeng
La contea di Changfeng (长丰县S, Chángfēng XiànP) è una contea della Cina, situata nella provincia dell'Anhui.